# Maryport
Maryport è un paese di 11.275 abitanti della contea di Cumbria, in Inghilterra.